# Tracy Harris Patterson
Tracy Harris Patterson est un boxeur américain né le 26 décembre 1964 à Grady, Alabama.

## Carrière
Champion du monde des super-coqs WBC entre 1992 et 1994, il devient également champion du monde des poids super-plumes IBF après sa victoire aux points contre Eddie Hopson le 9 juillet 1995. Patterson perd son titre dès le combat suivant face à Arturo Gatti le 15 décembre 1995 et met un terme à sa carrière en 2001 sur un bilan de 63 victoires, 8 défaites et 2 matchs nuls.